# کفشک بی‌دست جنوبگان
کفشک بی‌دست جنوبگان (نام علمی: Mancopsetta maculata) نام یک گونه از تیره کفشک جنوبی است.